# Галушкин, Николай Иванович
Никола́й Ива́нович Галу́шкин (1 июля 1917 года или 22 января 1922 года — 18 мая 2007 года, Кирово-Чепецк, Россия) — советский снайпер, лейтенант Рабоче-крестьянской Красной армии. Герой Российской Федерации (1995).
В годы Великой Отечественной войны, проходя службу в 49-м стрелковом полку 50-й стрелковой дивизии, по имеющимся сведениям, уничтожил 418 немецких солдат и офицеров, в том числе 17 снайперов, а также обучил снайперскому делу 148 бойцов. После окончания войны вёл активную военно-патриотическую работу.

## Биография

### Детство и юность
Точные дата и место рождения Галушкина не установлены, его родители, предположительно, погибли в годы гражданской войны. Воспитывался в детском приюте, откуда сбежал в июле 1926 года, затем некоторое время жил у путевого обходчика, позже — в семье сельских учителей Смирновых. В 1932 году Смирновы отвезли Николая в детский дом в Армавире, откуда он сбежал обратно, но в ноябре этого же года его определили в детский дом имени К. Е. Ворошилова в городе Вятка (ныне Киров). Именно там датой рождения Галушкина было записано 22 января 1922 года, а местом рождения — город Таганрог Азово-Черноморского края (ныне Ростовской области), откуда он прибыл в учреждение. Впоследствии в 1977 году специальная комиссия, устанавливавшая пенсионный срок Галушкина, в качестве его даты рождения определила 1 июля 1917 года, именно эта дата приведена и на надгробном памятнике Николая Ивановича.
В детском доме имени Ворошилова Николай посещал стрелковый кружок, уже тогда он отличался меткой стрельбой. С 1936 года воспитывался в Усть-Чепецкой детской трудовой колонии. В конце 1930-х годов окончил курсы киномехаников в городе Горьком (ныне Нижний Новгород). Перед войной работал по специальности в городе Кирове, затем в Нолинске, демонстрируя первые советские звуковые фильмы.

### Великая Отечественная война
22 июня 1941 года началась Великая Отечественная война. В октябре 1941 года Галушкин был призван в Рабоче-крестьянскую Красную Армию Омутнинским районным военкоматом Кировской области.
Впервые участие в боевых действиях принял в январе 1942 года под Москвой, вскоре был ранен в руку и отправлен в тыл для лечения. 26 апреля во время следования к линии фронта при обстреле с самолёта Галушкина легко ранило в «мягкие ткани ниже локтя». В мае 1942 года он окончательно вернулся на фронт, был определён стрелком-снайпером в 1-й батальон 49-го стрелкового полка 50-й стрелковой дивизии 33-й армии Западного фронта (позже дивизия вошла в состав 5-й армии), именно тогда открыл свой личный снайперский счёт. В июне Галушкин вновь был ранен, на этот раз осколком в правую ягодицу.
Приказом войскам 5-й армии № 583 от 13 июля 1942 года был награждён медалью «За отвагу»; в представлении к награде отмечалось, что Галушкин «с утра до поздней ночи находится на своей огневой точке и ни на минуту не бросает за наблюдением за полем боя».
30 октября 1942 года Галушкин был награждён орденом Красного Знамени. В наградном листе было отмечено, что к 20 сентября снайпер довёл счёт уничтоженных солдат противника до 115. В бою 29 сентября 1942 года Галушкин ранил одного и уничтожил двоих солдат противника, а затем при попытке вынести их тела уничтожил ещё восьмерых немецких пехотинцев.
В 1942 году вступил в ВКП(б), партийные билеты ему и другим бойцам были вручены прямо на боевых позициях. В январе 1943 года был награждён орденом Красного Знамени Монгольской Народной Республики; в числе 24 отличившихся красноармейцев Галушкина пригласили в штаб фронта, располагавшийся на станции Балабаново под Малоярославцем, где проходила встреча с делегацией из Монголии. Помимо Галушкина, ордена были вручены командующему фронтом генерал-полковнику И. С. Коневу и члену Военного совета фронта Н. А. Булганину. Впоследствии Николай Иванович вспоминал:

Конев попросил меня задержаться. Поинтересовался, откуда я, где наловчился так стрелять. И предлагает направить меня в военное училище — мол, проявил командирские способности. Отвечаю: «Товарищ генерал, извините, но я уже в академию поступил». — «В какую академию?» — «Да в ту, где сражаются наши братья и сестры, родину защищая». — «Молодец!» — только и сказал Конев. А приезжаю в свою часть — следом депеша: присвоить рядовому Галушкину звание младшего лейтенанта.
В феврале 1943 года одним из первых с группой бойцов форсировал реку Северский Донец. 4 июня 1943 года командир стрелкового взвода Галушкин организовал «групповую охоту» — 6 снайперов фактически разгромили подразделение 333-й немецкой дивизии в деревне Сидоровка. В своём дневнике он пишет, что за пять часов боя было уничтожено 36 солдат и офицеров противника (причём из них 14 убил лично он), 3 склада с боеприпасами, одна конюшня и 3 офицерских дома. Также, согласно записям снайпера, в бою 17 июля 1943 года он уничтожил 32 немецких солдата; в этот же день Галушкину и его сослуживцам удалось захватить немецкий танк и пригнать его в расположение советских войск.
Вскоре Галушкин приобрёл известность, в газетах неоднократно выходили заметки и статьи, посвящённые ему и другим бойцам 49-го стрелкового полка. Немецкое командование назначало награду за жизнь снайпера, солдаты и офицеры вермахта предупреждались о повышенной опасности на тех участках, где действовал Галушкин и его бойцы. Как рассказывал сам Николай Иванович, диктор Юрий Левитан при личной встрече с ним спустя годы после окончания войны признавался, что буквально на всю жизнь запомнил фамилию снайпера, неоднократно повторяя её по радио в сообщениях Совинформбюро.
19 июля в ходе очередной «охоты» двое немецких автоматчиков оглушили и скрутили снайпера; в этом же бою был ранен и напарник Галушкина — сержант Тарас Саджая. Автоматчики плохо обыскали Галушкина и не заметили, что под его маскировочным халатом спрятаны граната и пистолет. Выбрав удачный момент, лейтенант достал гранату и бросил её в идущего сзади немецкого солдата, а в идущего впереди выстрелил из пистолета. Придя в себя после взрыва, Галушкин начал обыскивать автоматчиков, в этот момент один из них очнулся и выстрелил снайперу в живот из автомата. «Я как держал пистолет, так все пули в ответ и выпустил в него. Встал я — и падаю. Ползти тоже не могу. Обморок», — вспоминал впоследствии Николай Иванович. Галушкин несколько часов пролежал без сознания, пока его тело не обнаружили советские солдаты.
Вскоре командующий Юго-Западным фронтом Р. Я. Малиновский распорядился представить Галушкина к званию Героя Советского Союза. В представлении от 26 июня 1943 года, подписанном командиром 49-го стрелкового полка 26 июня 1943 года, было отмечено, что он имел на своём боевом счету 225 уничтоженных солдат и офицеров противника, а также обучил 38 снайперов, которые «имеют на своём счету десятки уничтоженных немцев». Указом Президиума Верховного Совета СССР от 26 октября 1943 года Николай Иванович был награждён орденом Ленина.
Лейтенант Галушкин славится на фронте как мастер меткого огня. Во всех видах боя проявляет он высокую активность снайпера. <…> Лейтенант Галушкин — умелый воспитатель снайперов. На днях закончился снайперский сбор, которым он руководил. На сборе подготовлено 50 мастеров точной стрельбы.
После сложной операции Галушкин был эвакуирован в тыл, проходил лечение в военном госпитале в Балашове. В своём дневнике Николай Иванович отмечает, что до 1 октября 1943 года он лечился у Ольги Петровны Котовской, жены военачальника времён Гражданской войны Г. И. Котовского, в то время служившей в госпитале в звании майора медицинской службы. Уже 1 октября Галушкин выехал на фронт, к 20 октября он догнал свою часть под Кривым Рогом.
В боях после выбытия Галушкина из строя погибли многие бойцы 49-го стрелкового полка, в том числе и сержант Саджая. 26 октября 1943 года Николай Иванович написал в своём дневнике: «Я узнал, что погибли мои лучшие товарищи».
После возвращения в действующую армию Галушкин принимал участие в боях на территории Украины и Восточной Европы, в том числе в освобождении Кировограда и взятии города Яссы, был трижды ранен. В своём дневнике он пишет, что в период с 12 апреля по 15 июля 1944 года ему удалось подготовить 72 снайперов.
К маю 1945 года лейтенант Галушкин — командир взвода 50-мм миномётов 49-го стрелкового полка. Как отмечается в наградных документах, в период боёв с 16 по 21 апреля 1945 года при форсировании реки Нейс и прорыве немецкой обороны в районе деревни Центендорф, а также в завершающих боях с 5 по 7 мая 1945 года, несмотря на плохое самочувствие после полученных ранений, умело руководил снайперами подразделения и, находясь в боевых порядках, уничтожал важные цели противника. Приказом по 73-му стрелковому Силезскому корпусу № 76/н от 23 мая 1945 года был награждён орденом Отечественной войны I степени.
Войну вместе со своим полком Николай Иванович Галушкин закончил в Праге.

### После войны
После демобилизации в 1946 году Галушкин вернулся в Кировскую область. В разные годы работал в кинофикации, был диспетчером на стройке, а также фотографом в доме отдыха «Боровица» в Кирово-Чепецке. Принимал участие в работе первого совета ветеранов партии и комсомола, трудился в местном отделении ДОСААФ, вёл патриотическую работу среди учащихся школ Кировской области. За активное личное участие в военно-шефской работе был награждён грамотой Уральского военного округа.
Вопрос о присвоении Галушкину звания Героя долгие годы оставался открытым. Уже после празднования 20-летия победы в войне бывший командир 49-го стрелкового полка полковник Н. И. Харламов, убывший из подразделения осенью 1943 года по ранению, обратился с письмом лично к министру обороны СССР Р. Я. Малиновскому, однако в 1967 году маршал скончался, а письмо осталось без ответа. К решению вопроса Галушкина подключился юрист, полковник юстиции Л. Л. Фёдоров, неоднократно направлявший в наградной отдел Главного управления кадров СССР запросы с просьбой по заслугам оценить деятельность Николая Ивановича в годы войны. Ходатайства такого рода также подавали командир 50-й стрелковой дивизии гвардии полковник Н. А. Рубан и командир 49-го стрелкового полка на завершающем этапе войны полковник А. М. Чуяс. Лишь в 1995 году указом Президента Российской Федерации Б. Н. Ельцина Галушкину было присвоено звание Героя Российской Федерации. Награда была торжественно вручена Николаю Ивановичу 23 февраля 1996 года в городе Кирове.
Скончался Николай Иванович Галушкин 18 мая 2007 года. Похоронен в Кирово-Чепецке.

## Семья
Был женат на Надежде Александровне Галушкиной, прожил в браке с ней 55 лет (скончалась в 1995 году). Вместе супруги воспитали двоих сыновей — Валерия и Александра.

## Награды
Галушкин удостоен ряда советских, российских и зарубежных государственных наград и званий, среди них:
- Герой Российской Федерации (Указ Президента Российской Федерации от 21 июня 1995 года, медаль «Золотая Звезда» № 176) — «за мужество и героизм, проявленные в борьбе с немецко-фашистскими захватчиками в Великой Отечественной войне 1941—1945 годов»[21][1];
- орден Ленина (26 октября 1943 года)[23][1];
- орден Красного Знамени (30 октября 1942 года)[23];
- два ордена Отечественной войны I степени (23 мая 1945 года, 11 марта 1985 года)[23][1][7][24];
- медаль «За отвагу» (13 июля 1942 года)[23][1];
- медаль «За победу над Германией в Великой Отечественной войне 1941—1945 гг.»[25];
- орден Красного Знамени Монгольской Народной Республики (1943)[1].

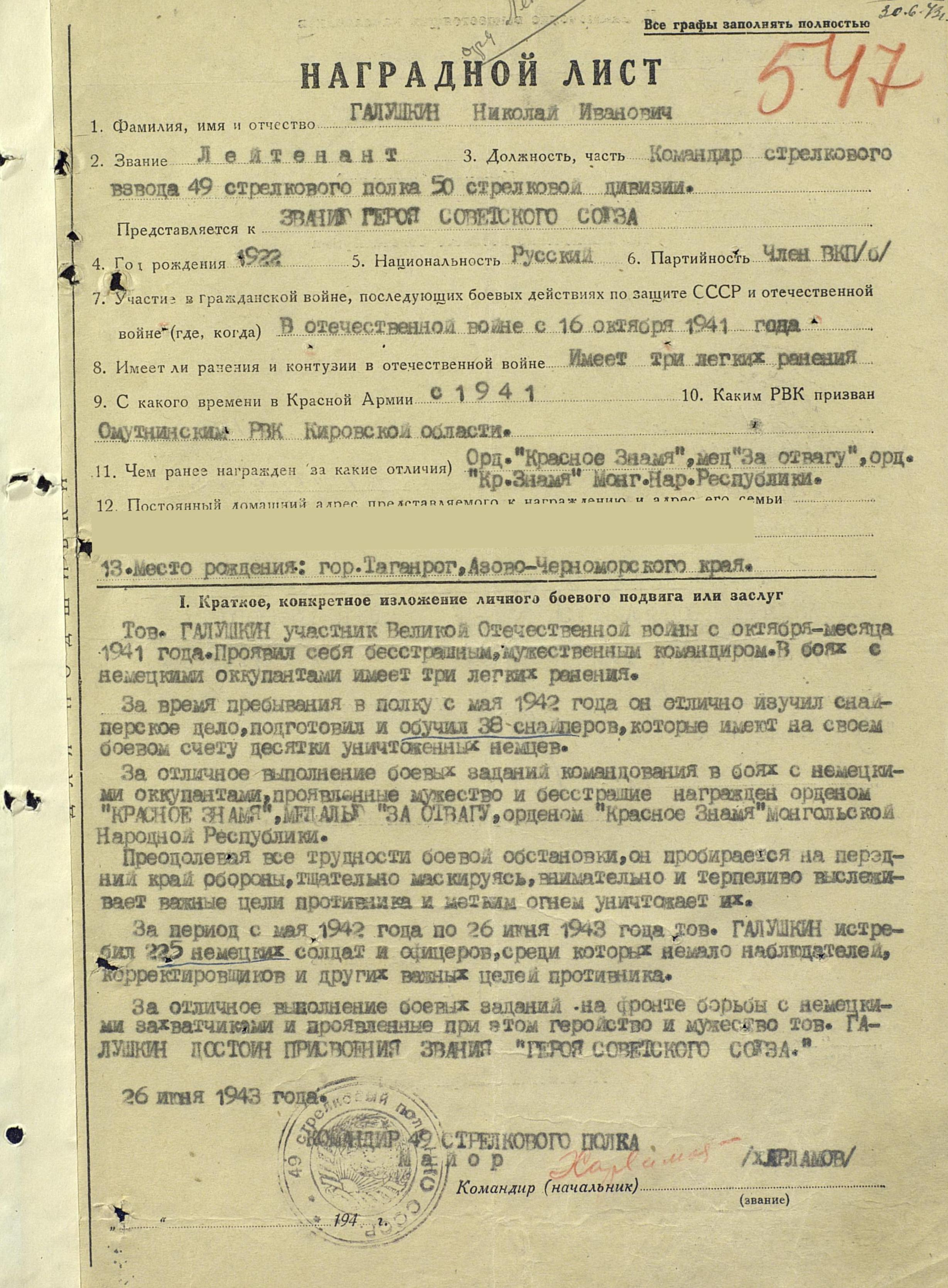
Представление Н. И. Галушкина к званию Героя Советского Союза от 26 июня 1943 года.
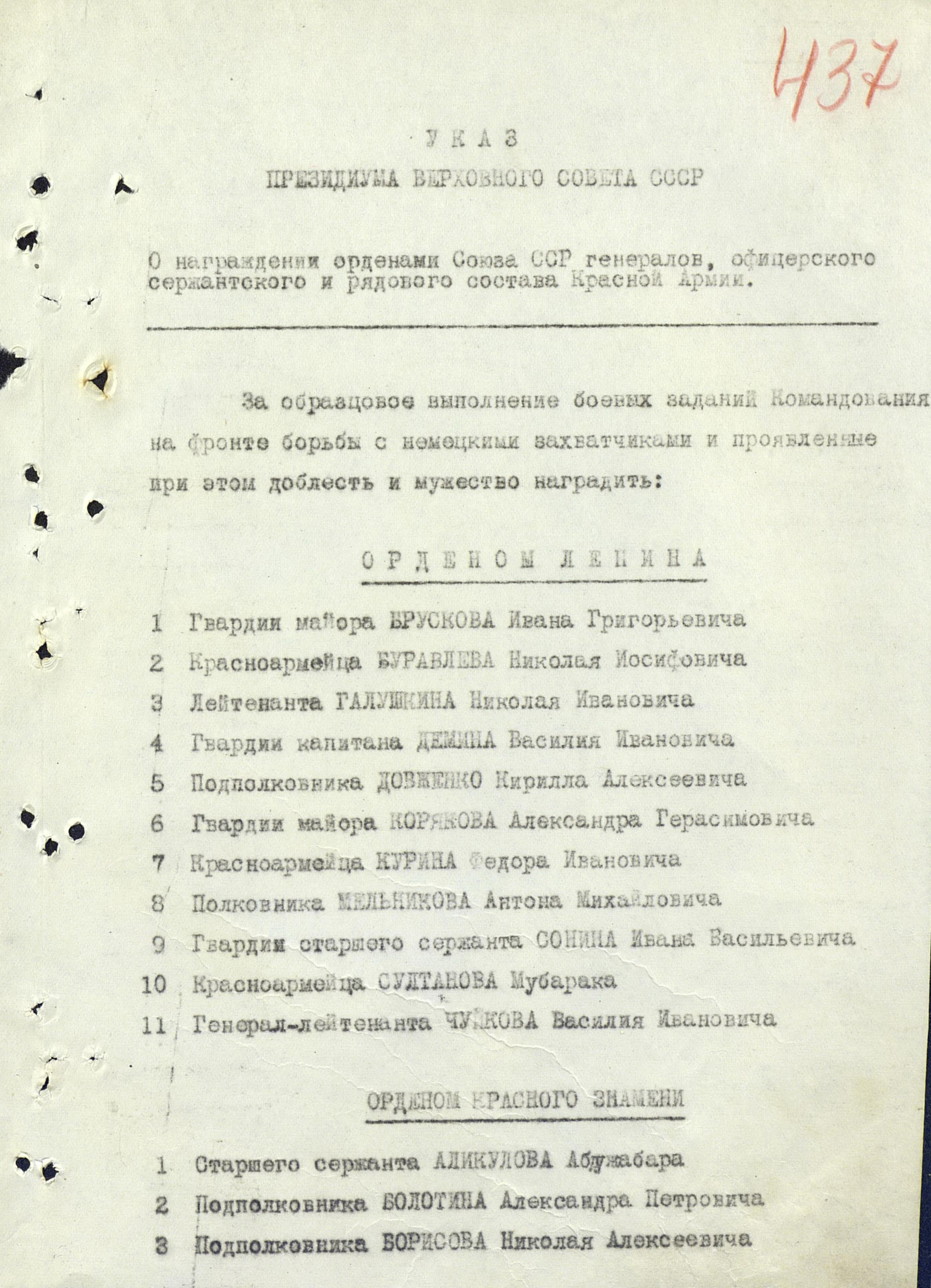
Фрагмент Указа Президиума Верховного Совета СССР  от 26 октября 1943 года.
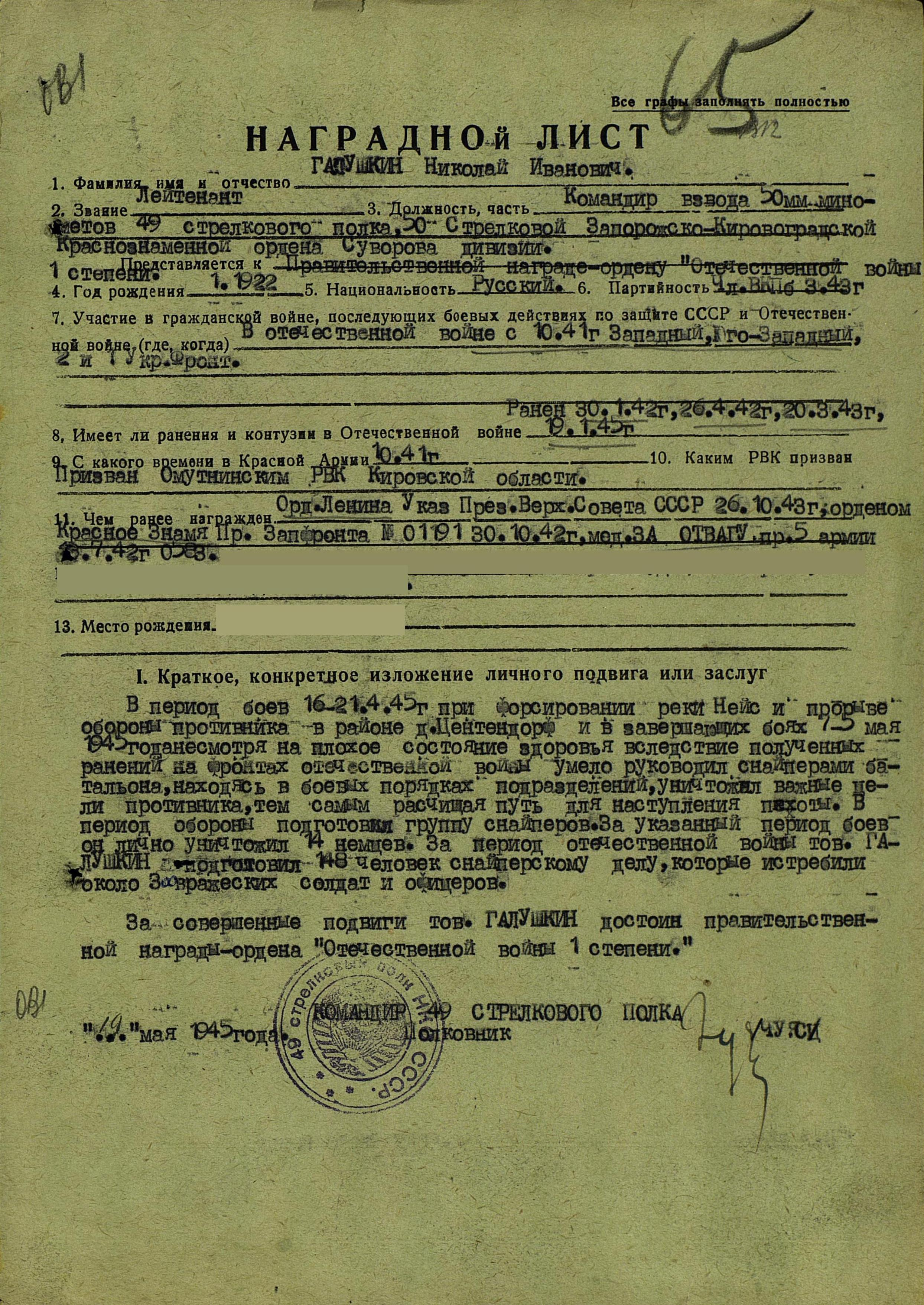
Представление Н. И. Галушкина к ордену Отечественной войны I степени от 19 мая 1945 года.

## Память
- 6 мая 2011 года в Кирово-Чепецке на доме № 59 по проспекту Мира, где жил Галушкин, была торжественно открыта мемориальная доска[26][7].
- Галушкину посвящена экспозиция в Кирово-Чепецком городском музейно-выставочном центре[27]. В Кировском музее воинской славы хранятся дневник и именная винтовка снайпера за номером 3947, вручённая ему Р. Я. Малиновским[1][13][28], а также маскировочный халат Галушкина со следами его крови после ранения[8][29].
- В Кирове и Кирово-Чепецке ежегодно проводятся лично-командные соревнования по стрельбе среди молодёжи на приз имени Н. И. Галушкина[30][31].